# Francis Hughes
Francis Hughes (irisch Proinsias Ó hAodha, * 28. Februar 1956 in Bellaghy im County Derry; † 12. Mai 1981 im Gefängnis Maze bei Belfast) war ein Mitglied der IRA und Hungerstreikender.
Francis Hughes wuchs als eines von zehn Geschwistern in Bellaghy im Süden der Grafschaft Derry auf. Bereits im Alter von 16 Jahren trat er, wie zuvor auch schon sein Vater, der Official Irish Republican Army bei, wechselte aber später zur Provisional Irish Republican Army.
Am 16. März 1978 griffen Hughes und ein weiteres Mitglied der IRA mehrere Soldaten des Special Air Service (SAS) an, wobei sie einen Soldaten töteten und einen weiteren schwer verletzten. Selbst schwer verwundet, konnte Hughes zwar in ein nahegelegenes Feld flüchten, wurde jedoch am nächsten Tag von britischen Truppen gefunden und verhaftet. Im Februar 1980 wurde er für den Angriff auf die SAS-Soldaten und eine Reihe weiterer Anschläge zu einer Gesamtgefängnisstrafe von 83 Jahren verurteilt.
Am 14. März 1981 schloss er sich, wie auch sein Cousin Tom McElwee, im Gefängnis dem Hungerstreik rund um Bobby Sands an, infolge dessen er nach 59 Tagen ohne Nahrungsaufnahme starb.